# ららぽーと愛知東郷

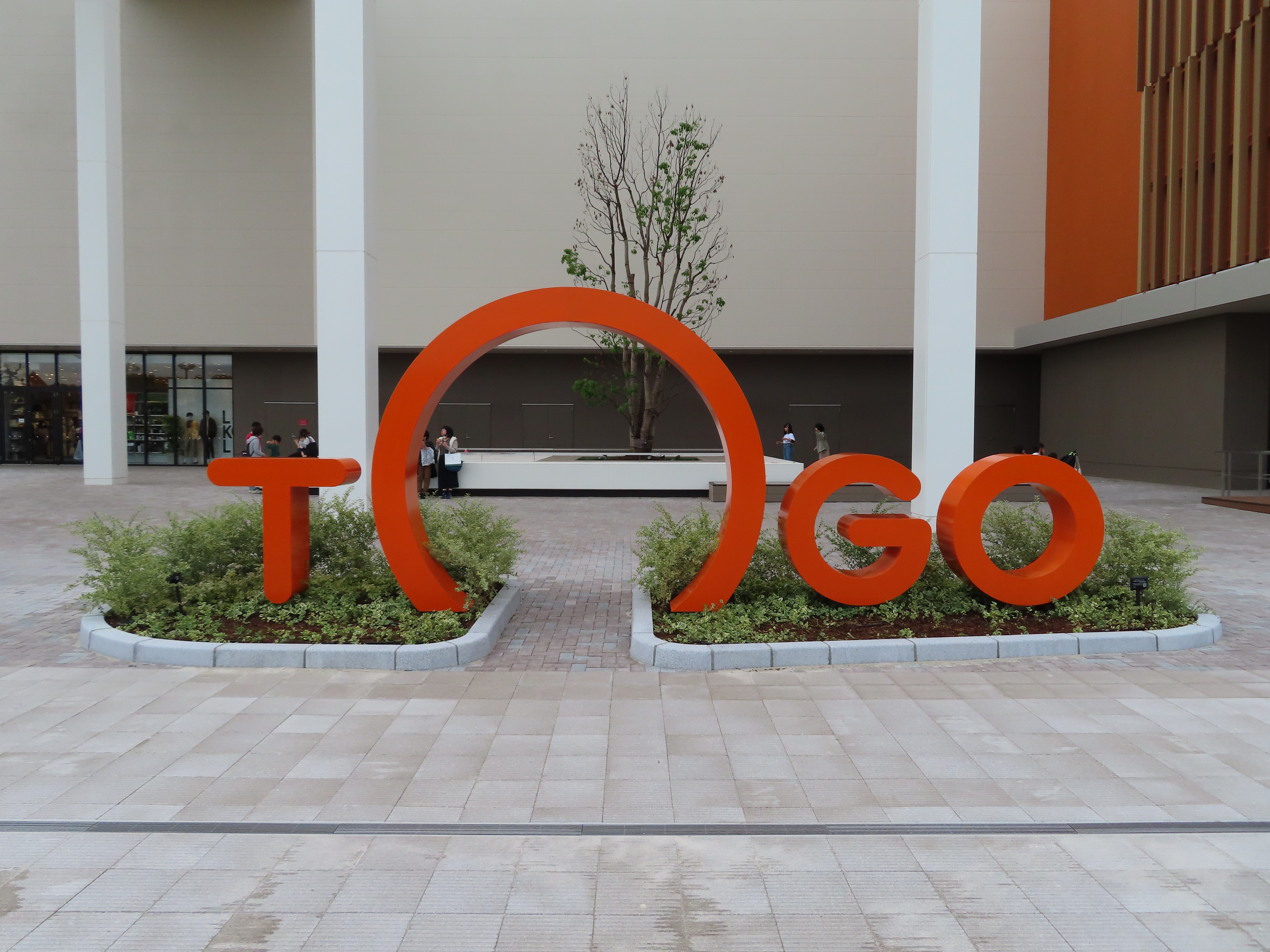
ららぽーと愛知東郷「TOGO」モニュメント

ららぽーと愛知東郷（ららぽーとあいちとうごう）は、愛知県愛知郡東郷町にある三井不動産商業マネジメントが経営するショッピングセンターである。

## 概要
本施設は、東郷町が策定する東郷中央土地区画整理事業におけるにぎわい空間の創出、街全体の発展に寄与するための商業機能を担うとしている。2019年（平成31年）3月1日に着工、2020年（令和2年）9月14日に開業した。
愛知県で初出店36店を含む全201店が出店している。また、施設計画に合わせて、周辺道路の拡幅整備とバス&タクシーターミナルの整備を行う予定。

## 交通
2021年（令和3年）4月1日より南側バスターミナルへの一般路線バスの乗り入れが開始され、じゅんかい君の全路線が乗り入れている。同時に藤田医科大学病院への直行路線も運行開始した。また、日進駅より知立駅を結ぶ名鉄バス愛教大線の乗り入れも開始。

### 名鉄バス
赤池駅から、星ヶ丘・豊田線【51】新屋経由 / 【53】衣ヶ原経由 豊田市行き、「和合西口」バス停下車　徒歩で約5分。
豊田市駅から、星ヶ丘・豊田線【51】新屋経由 / 【53】衣ヶ原経由 赤池駅行き、「和合西口」バス停下車　徒歩で約5分。
日進駅・知立駅から、愛教大線【25】愛知教育大経由 日進駅行き・知立駅行き、「ららぽーと愛知東郷」バス停下車、徒歩ですぐ。
朝の便はららぽーと愛知東郷を経由しない【23】系統であり、この場合は「和合」バス停で下車、徒歩約10分。

### じゅんかい君
2021年（令和3年）4月1日より南側バスターミナルへの一般路線バスの乗り入れが開始され、じゅんかい君の全路線が乗り入れている。北コース、東コース、南西コース、どの路線も「ららぽーと愛知東郷」バス停から徒歩すぐ。

### 東郷・藤田医大バス
当施設と豊明市にある藤田医科大学病院を結ぶ路線。当路線も、「ららぽーと愛知東郷」バス停下車、徒歩ですぐ。停留所はじゅんかい君のものと同じ。
豊明市からららぽーと愛知東郷へのバス路線はこれのみである。前後駅や豊明駅からアクセスする路線は存在しない。

### JR東海バス（ドリームなごや号）
2020年（令和2年）10月1日より、南側バスターミナルにJR東海バス「ドリームなごや号」のバス停が設置されたが、新型コロナウイルス感染症の影響により運休となっていた。
2021年（令和3年）2月1日にJR東海バスにおいてダイヤ改正が実施され、新型コロナウイルス感染症の影響により運休が続いていた夜行高速バス「ドリームなごや号」の運行が再開され、同時にバスターミナルが供用開始となった。

### 自動運転試験バス
2021年（令和3年）3月1日より、当施設と名古屋市緑区にある名古屋市営地下鉄桜通線の徳重駅（地下鉄徳重バスターミナルには入らない）を直接結ぶ自動運転バスが実験運行されていたが、2022年（令和4年）8月31日をもって運行を終了した。
停留所は名鉄バスやじゅんかい君のものとは異なる。